# Christopher Kas
Christopher Kas (Trostberg, 13 de Junho de 1980) é um tenista profissional da Alemanha, especialista em duplas, possui cinco títulos da ATP, seu melhor ranking foi a 17° posição.

## ATP finais

### Duplas: 20 (5–15)
| Legenda                           |
| --------------------------------- |
| Grand Slam (0–0)                  |
| ATP World Tour Finals (0–0)       |
| ATP World Tour Masters 1000 (0–0) |
| ATP World Tour 500 Series (1–2)   |
| ATP World Tour 250 Series (4–13)  |

| Posição | N.  | Data              | Torneio                                                            | Piso     | Parceiro              | Oponente                             | Placar             |
| ------- | --- | ----------------- | ------------------------------------------------------------------ | -------- | --------------------- | ------------------------------------ | ------------------ |
| Vice    | 1.  | 16 Julho 2006     | Swedish Open, Båstad, Suécia                                       | Saibro   | Oliver Marach         | Jonas Björkman Thomas Johansson      | 3–6, 6–4, [4–10]   |
| Vice    | 2.  | 23 Julho 2006     | Dutch Open, Amersfoort, Holanda                                    | Saibro   | Lucas Arnold Ker      | Alberto Martín Fernando Vicente      | 4–6, 3–6           |
| Vice    | 3.  | 29 Julho 2007     | Austrian Open, Kitzbühel, Áustria                                  | Saibro   | Tomás Behrend         | Potito Starace Luis Horna            | 6–7(4–7), 6–7(5–7) |
| Vice    | 4.  | 14 Outubro 2007   | BA-CA Tennis Trophy, Vienna, Áustria                               | Duro (i) | Tomás Behrend         | Mariusz Fyrstenberg Marcin Matkowski | 4–6, 2–6           |
| Vice    | 5.  | 2 Março 2008      | PBZ Zagreb Indoors, Zagreb, Croácia                                | Hard (i) | Rogier Wassen         | Paul Hanley Jordan Kerr              | 3–6, 6–3, [8–10]   |
| Campeão | 1.  | 13 Julho 2008     | Mercedes Cup, Stuttgart, Alemanha                                  | Saibro   | Philipp Kohlschreiber | Michael Berrer Mischa Zverev         | 6–3, 6–4           |
| Vice    | 6.  | 26 Outubro 2008   | Davidoff Swiss Indoors, Basel, Suíça                               | Duro (i) | Philipp Kohlschreiber | Mahesh Bhupathi Mark Knowles         | 3–6, 3–6           |
| Vice    | 7.  | 8 Fevereiro 2009  | PBZ Zagreb Indoors, Zagreb, Croácia                                | Duro (i) | Rogier Wassen         | Martin Damm Robert Lindstedt         | 4–6, 3–6           |
| Campeão | 2.  | 14 Junho 2009     | Gerry Weber Open, Halle, Alemanha                                  | Grama    | Philipp Kohlschreiber | Andreas Beck Marco Chiudinelli       | 6–3, 6–4           |
| Vice    | 8.  | 18 Julho 2010     | Mercedes Cup, Stuttgart, Alemanha                                  | Saibro   | Philipp Petzschner    | Carlos Berlocq Eduardo Schwank       | 6–7(5–7), 6–7(6–8) |
| Campeão | 3.  | 3 Outubro 2010    | Thailand Open, Bangkok, Tailândia                                  | Duro     | Viktor Troicki        | Jonathan Erlich Jürgen Melzer        | 6–4, 6–4           |
| Vice    | 9.  | 27 Fevereiro 2011 | Delray Beach International Tennis Championships, Delray Beach, EUA | Duro     | Alexander Peya        | Scott Lipsky Rajeev Ram              | 6–4, 4–6, [3–10]   |
| Vice    | 10. | 1 Maio 2011       | BMW Open, Munique, Alemanha                                        | Saibro   | Andreas Beck          | Simone Bolelli Horacio Zeballos      | 6–7(3–7), 4–6      |
| Vice    | 11. | 31 Julho 2011     | ATP de Gstaad, Gstaad, Suíça                                       | Saibro   | Alexander Peya        | František Čermák Filip Polášek       | 3–6, 6–7(7–9)      |
| Vice    | 12. | 27 Agosto 2011    | Winston-Salem Open, Winston-Salem, EUA                             | Duro     | Alexander Peya        | Jonathan Erlich Andy Ram             | 6–7(2–7), 4–6      |
| Vice    | 13. | 6 Janeiro 2012    | Qatar ExxonMobil Open, Doha, Qatar                                 | Duro     | Philipp Kohlschreiber | Filip Polášek Lukáš Rosol            | 3–6, 4–6           |
| Campeão | 4.  | 4 Janeiro 2013    | Qatar Open, Doha, Qatar                                            | Duro     | Philipp Kohlschreiber | Julian Knowle Filip Polášek          | 7–5, 6–4           |
| Vice    | 14. | 14 Abril 2013     | Grand Prix Hassan II, Casablanca, Marrocos                         | Saibro   | Dustin Brown          | Julian Knowle Filip Polášek          | 3–6, 2–6           |
| Campeão | 5.  | 3 Agosto 2013     | Bet-at-home Cup Kitzbühel, Kitzbühel, Áustria                      | Saibro   | Martin Emmrich        | František Čermák Lukáš Dlouhý        | 6–4, 6–3           |
| Vice    | 15. | 24 Maio 2014      | Düsseldorf Open, Düsseldorf, Alemanha                              | Saibro   | Martin Emmrich        | Santiago González Scott Lipsky       | 5–7, 6–4, [3–10]   |